# Krenopelopia nigropunctata
Krenopelopia nigropunctata är en tvåvingeart som först beskrevs av Rasmus Carl Staeger 1839.  Krenopelopia nigropunctata ingår i släktet Krenopelopia och familjen fjädermyggor. Arten är reproducerande i Sverige. Inga underarter finns listade i Catalogue of Life.